# Jenny Graves
Jennifer Ann Marshall Graves (Adelaide, 24 november 1941) is een Australische geneticus en professor emeritus van de La Trobe-Universiteit en Australian National University.

## Vroege leven
Haar vader Tim Marshall werkte als hoofd bodemkunde bij het Commonwealth Scientific and Industrial Research Organisation (CSIRO) en haar moeder Ann Nicholls doceerde geografie aan de Universiteit van Adelaide. Haar jongere zus Lyn Richards werd een sociale wetenschapper.
Na de Highgate lagere school ging Graves tussen 1954 en 1958 naar Presbyterian Girls' College waar haar interesse in genetica ontstond. Dit volgde zij vanaf 1960 aan de Universiteit van Adelaide waar ze in 1964 haar BSc haalde en in 1967 haar MSc voor haar onderzoek van epigenetische gen-uitschakeling op het X-chromosoom van vrouwelijke buideldieren, oftewel X-inactivatie.
Daarna ging zij vanuit het Fulbright-programma naar de Universiteit van Californië - Berkeley waar zij werkte met Daniel Mazia en haar toekomstige man John Graves ontmoette. In 1971 haalde zij haar PhD voor haar werk in DNA-synthese.

## Carrière
Hierna keerde zij terug naar La Trobe waar zij genetica doceerde en zich op verzoek van Des Cooper toelegde op genenkartering van buideldieren en andere Australische dieren. Hoewel zij er aanvankelijk weinig voor voelde om zich te specialiseren in lokale dieren, bleken de verschillen met placentadieren belangrijke evolutionaire aanwijzingen op te leveren. Ze werd lid van de International Workshops on Human Gene Mapping waar haar ervaring met buideldieren een grote toegevoegde waarde had.
Tijdens een sabbatical wist zij in het laboratorium van Gail R. Martin aan de Universiteit van Californië - San Francisco hybride cellen te vormen met hypoxanthine-guanine-fosforibosyltransferase (HPRT). Terug aan La Trobe probeerde zij hiermee het inactieve X-chromosoom te reactiveren. Door deze chromosomen te kweken in het demethyleringsagens 5-azacytidine met HPRT wist zij dit voor elkaar te krijgen en zo aan te tonen dat het allel met histidine-fosfotransfer (HPt) zo gereactiveerd kon worden. Hieruit volgde dat DNA-methylering een rol speelde in gen-uitschakeling op een van de X-chromosomen van een XX-vrouw, waarmee de activiteit gelijkgetrokken werd aan die van XY-mannen.
Tijdens een volgende sabbatical, ditmaal bij Stanley Gartler aan de Universiteit van Washington, toonde zij aan dat X-inactivatie waarschijnlijk via transcriptiecontrole verloopt.
In 1987 richtte zij zich op het Y-chromosoom nadat David C. Page stelde met het ZFY-gen het geslachtsbepalende gen op dit chromosoom gevonden te hebben. Page vroeg Graves daarop om het ZFY-gen te lokaliseren bij kangoeroes, waar zij het met Andrew Sinclair vond op chromosoom 5, waarmee het een onwaarschijnlijke kandidaat werd als geslachtsbepalend gen. Uiteindelijk ontdekte Sinclair in 1990 dat het SRY-gen hiervoor verantwoordelijk is.
Graves en Roger Short stelden dat door de grote nadruk op het vinden van een geslachtsbepalend hoofd-regulatorgen op het Y-chromosoom de invloed van genen op andere chromosomen onderbelicht was gebleven. Zij dachten dat dosiscompensatie op het X-chromosoom samenwerkt met het SRY-gen bij de geslachtsbepaling. Doordat het onduidelijk was welke genen geactiveerd werden door het SRY-gen, leek het ook aannemelijker dat er meerdere genen bij betrokken waren en dat er niet een enkel hoofd-regulatorgen is. Ook leek het SRY-gen niet zozeer activerend, maar eerder andere genen te onderdrukken.
De op het SRY-gen aanwezige HMG-box heeft verwante versies op autosomen, de Sox-genenfamilie of SRY-gerelateerde HMG-box-genen. In 1994 vond Graves met Jamie W. Foster een sequentie op een X-chromosoom van knaagdieren die homoloog is met het SOX3-gen, sterk gerelateerd aan het SRY-gen. Volgens hen duidde dit op een voorouderlijk autosomaal SOX-gen waar zowel SOX3 op het X-chromosoom als SRY op het Y-chromosoom van afstamden.
Verder onderzoek maakte duidelijk dat het Y-chromosoom een slecht geconserveerde sequentie heeft en dat er naast het SRY-gen nog vele honderden tot duizenden genen op het X-chromosoom en autosomen betrokken zijn om de ontwikkeling van teelballen in gang te zetten. Veel van de weinige genen op het Y-chromosoom zouden mogelijk junk-DNA bevatten. Ook bleek de ontwikkeling van eierstokken niet een passief standaardproces bij afwezigheid van het SRY-gen, maar vereiste dit een eigen set aan genen. Waar in de decennia daarvoor het Y-chromosoom een symbool van mannelijkheid was geworden en wel was voorgesteld als dominant en zelfzuchtig, zag Graves meer aanwijzingen dat het chromosoom een wimp, een watje was. Met John Aitken zag zij de matige kwaliteit van menselijk sperma in vergelijking met andere zoogdieren en de afname van het aantal genen van zo'n 1500 300 miljoen jaar geleden naar zo'n 50 als aanwijzing dat het Y-chromosoom over 10 miljoen jaar niet meer zou bestaan, zoals bij de Ellobius lutescens al het geval is.
Anders dan zoogdieren bestaat het genoom van vogels en reptielen naast enkele grote chromosomen vooral uit microchromosomen. Deze kennen een sterke onderlinge homologie en een team mede onder leiding van Graves vond dat die deze deels delen met de Branchiostoma floridae, deel uitmakend van de lancetvisjes waar de gewervelden 684 Ma van divergeerden. Waar microchromosomen eerder onbelangrijke snippers van het genoom van de kip werden gedacht te zijn, lijkt het belang hiermee aanmerkelijk groter.
Ondanks een hemangioom in haar vierde ventrikel wist zij haar carrière voort te zetten. In 1991 werd zij aan La Trobe professor. In 2001 ging zij naar de Australian National University.